# Parmotrema ruptum
Parmotrema ruptum är en lavart som först beskrevs av Lynge, och fick sitt nu gällande namn av Hale ex DePriest & B.W. Hale. Parmotrema ruptum ingår i släktet Parmotrema och familjen Parmeliaceae.   Inga underarter finns listade i Catalogue of Life.